# Computergegner
Computergegner sind digitale Entitäten in Computerspielen, gegen die sich der Spieler stellen muss und/oder die dem Spieler feindlich gegenüberstehen.
In Action- und Rollenspielen sind Computergegner im Regelfall grafisch dargestellte Wesen, die teils autonom agieren, teils aber auch nur vom Entwickler festgelegten Bewegungs- und/oder Kampfmustern folgen. In Strategiespielen oder Umsetzungen von Brett- oder Kartenspielen werden oft die Algorithmen, nach denen das Computerspiel gegen den Spieler vorgeht, personifiziert als Computergegner bezeichnet.
Ein Spieler kann je nach Spiel entweder alleine gegen Computergegner kämpfen oder dies mit mehreren Spielern tun. Einige Computergegner sind dabei auch lernfähig oder passen ihren Schwierigkeitsgrad nach dem Verhalten des Spielers oder dem Verlauf im Spiel an. Verhaltensweisen oder Spawnpoints können aber auch auf Zufallswerten basieren.
Computergegner gibt es dabei in fast jedem Computerspielgenre – von klassischen Spielen, die am Computer umgesetzt wurden, wie Computerschach, bis zu aufwendigen Welten mit einer Vielzahl an Gegnern. Ziel kann es sein, den Gegner zu besiegen, zu töten,  zu überlisten, zu überzeugen oder gefangen zu nehmen, Schwachstellen, Stärken oder Geheimnisse herauszufinden oder den Ort des Gegners zu bestimmen.
Sehr starke und mächtige Gegner werden auch als Boss oder Endboss bezeichnet (Endgegner). Auch im E-Learning oder in einzelnen Simulationen können Computergegner zum Einsatz kommen.

## Geschichte
1769 konstruierte der österreichisch-ungarische Hofbeamte und Mechaniker Wolfgang von Kempelen einen vorgeblichen Schachroboter, den sogenannten Schachtürken. Der Erbauer ließ bei den Zuschauern den Eindruck entstehen, dass dieses Gerät selbständig Schach spielte. Die Sensation war entsprechend groß. 1890 wurde die erste Schachmaschine vom Spanier Leonardo Torres Quevedo gebaut. Deep Blue, einem von IBM entwickelten Schachcomputer, gelang es 1996 als erstem Computer, den damals amtierenden Schachweltmeister Garri Kasparow in einer Partie mit regulären Zeitkontrollen zu schlagen. 2016 gelang es der Google-Tochter DeepMind mit einem auf Monte-Carlo Tree Search basierenden Algorithmus, einen Meister im Go-Spiel zu schlagen.
Im Dezember 2017 stellte die Google-Firma DeepMind die Software AlphaZero vor. Diese erlernte innerhalb weniger Stunden nacheinander die Spiele Schach, Go und Shogi und ist stärker als jede Variante, die bislang entwickelt wurde. AlphaZero wird nur durch das Einprogrammieren der Spielregeln und nicht auf Basis von menschlichen Partien trainiert. Daraufhin spielt AlphaZero gegen sich selbst. Die Künstliche Intelligenz entwickelt alle Spielstrategien eigenständig. Demis Hassabis von DeepMind führt die Spielstärke von AlphaZero auch darauf zurück, dass das Programm nicht mehr von Menschen lernt. Damit sei es in der Lage, taktisch anders zu spielen und Spielzüge zu wählen, auf die Menschen nicht kommen würden. Auch der ehemalige Schachweltmeister Garri Kasparov meinte, er sei erstaunt darüber, was man von AlphaZero und grundsätzlich von KI-Programmen lernen kann, da Regeln und Wege entwickelt werden, die Menschen bisher verborgen geblieben sind.